# Porco (Bolivia)
Porco è un comune (municipio in spagnolo) della Bolivia nella provincia di Antonio Quijarro (dipartimento di Potosí) con 6.444 abitanti (dato 2010).

## Cantoni
Il comune è suddiviso in 4 cantoni.
- Churcuita
- Condoriri
- Karma
- Porco